# ソン・ドンイル
ソン・ドンイル （성동일、成東鎰、1964年4月27日 - ）は、韓国の俳優。仁川広域市出身。本貫は昌寧成氏。

## 来歴
1991年、SBSソウル放送第1期公開採用タレントに合格後、俳優デビュー。デビュー当初はあまり頭角を表してなかったが、1998年に30％以上の高視聴率を記録したSBSドラマ『ウンシル』で、コミカルな「赤い靴下」ヤン・ジョンパル役を演じて人気を集めた。その後、1999年放送のKBS週末連続ドラマ『有情』では真面目なイメージの大企業の会長の息子役を演じた。
2009年の映画『国家代表!?』のコーチ役、2010年のドラマ『チュノ～推奴～』でチョン・ジホ役で出演。2013年放送開始のMBCバラエティ『パパ、どこ行くの?』シーズン1で息子のソンジュンと出演して好評を博し、シーズン2では娘ソンビンと共に出演した。

## 出演
- 妖婦 張禧嬪（1995年、SBS） - ホ・ギョンの使用人 役
- 幸せは我々の胸に（1997年、SBS） - チャ・ドゥシク 役
- 情熱（1999年、KBS） - アン・ユンギ 役
- ワンルンの大地（2000年、SBS） - ト・ギョンミン 役
- 美しき日々（2001年、SBS） - メン・ホテ 役
- ガラスの靴（2002年、SBS） - インスの子分 役
- 野人時代（2002年-2003年、SBS） - ゲコ役
- パリの恋人（2004年、SBS） - カン・ピルボ 役
- ファッション70s（2005年、SBS） - ヤングン 役
- グリーンローズ（2005年、SBS） - ジョン・テス 役
- 愛したい（2006年、SBS） - ペク・スンテ 役
- 彼女がラブハンター（2007年、SBS） - チョン・スンギュ 役
- ブルーフィッシュ（2007年、SBS） - チョ・ドンマン 役
- 魔女ユヒ（2007年、SBS） - イ・ジュノ 役
- ニューハート（2007年-2008年、MBC） - イ・スンジェ役
- 大～韓民国の弁護士（2008年、MBC） - オ・リュドン 役
- 揺れないで（2008年、MBC） - パク・ギチョル 役
- 緑の馬車（2009年、SBS） - ユン・ジョングン 役
- 推奴〜THE SLAVE HUNTERS〜（2010年、KBS） - チョン・ジホ 役
- 僕の彼女は九尾狐（2010年、SBS） - パン・ドゥホン 役
- 逃亡者PlanB（2010年、KBS） - ナカムラ・ファン 役
- 負けたくない!（2011年、MBC） - チョ・ジョング 役
- カラー・オブ・ウーマン（2011年-2012年、チャンネルA） - パク・チャノ 役
- 海雲台(ヘウンデ)の恋人たち（2012年、KBS） - 検察捜査官 役
- 応答せよ1997（2012年、tvN） - ソン・ドンイル 役
- チョンウチ（2012年-2013年、KBS） - ボング 役
- アイリス2（2013年、KBS） - パク・ジュンハン 役
- チャン・オクチョン～愛に生きる（2013年、SBS） - チャン・ヒョン 役
- 応答せよ1994（2013年、tvN） - ソン・ドンイル 役
- カプトンイ（2014年、tvN） - ヤン・チョルゴン 役
- 大丈夫、愛だ（2014年、SBS） - チョ・ドンミン 役
- 恋のスケッチ〜応答せよ1988〜（2015年-2016年、tvN） - ソン・ドンイル 役
- 麗～花萌ゆる8人の皇子たち～（2016年、SBS） - パク・スギョン 役
- 交渉人 テロ対策特捜班（2016年、tvN） - オ・ジョンハク 役
- THE K2〜キミだけを守りたい〜（2016年、tvN） - 刑事 役
- ディア・マイ・フレンズ（2016年、tvN） - パク教授 役
- 青い海の伝説（2016年-2017年、SBS） - マ・デヨン/ヤン氏 役　※一人二役
- 花郎（2016年-2017年、KBS） - キム・ウィファ 役
- 恋するパッケージツアー〜パリから始まる最高の恋〜（2017年、JTBC） - 旅行会社の社長 役
- 刑務所のルールブック（2017年-2018年、tvN） - チョ・ジホ 役
- ライブ～君こそが生きる理由～（2018年、tvN） - キ・ハンソル 役
- ハンムラビ法廷〜初恋はツンデレ判事!?〜（2018年、JTBC） - ハン部長 役
- 親愛なる判事様（2018年、SBS） - サ・マリョン 役
- トラップ（2019年、OCN） - コ・ドングク 役
- 謗法～運命を変える方法～（2020年、tvN） - チン・ジョンヒョン 役
- なんとなく家族（2020年、TV朝鮮） - ソン・ドンイル 役
- 賢い医師生活（2020年、tvN） - ジョンウォンの兄 役
- 外出～Mothers～（2020年、tvN） - ジョンウンの父 役
- シーシュポス: The Myth（2021年、JTBC） - パク社長 役
- 賢い医師生活2（2021年、tvN） - ジョンウォンの兄 役
- 智異山（2021年、tvN）
- ゴースト・ドクター（2022年、tvN） - テス 役
- あなたの願いを言えば（2022年、KBS） - カン・テシク 役
- 危機のX（2022年、wavve） - ホ・ジュン 役
- カーテンコール（2022年、KBS） - チョン・サンチョル 役